# 황야오밍
황야오밍(黃耀明, 1962년 6월 16일 ~ )은 홍콩의 가수 겸 영화배우다.